# Дугорепа ласица
Дугорепа ласица (лат. Mustela frenata) је врста сисара која припада роду ласица.

## Распрострањење
Дугорепе ласице имају највећи ареал у односу на друге ласице на западној хемисфери. Ареал обухвата већи део Северне Америке, који се протеже од канадске границе на северу до Централне Америке на југу. Присутна је у следећим државама: Белизе, Боливија, Бразил, Канада, Колумбија, Костарика, Еквадор, Ел Салвадор, Гватемала, Хондурас, Мексико, Никарагва, Панама, Перу, САД, Венецуела.

## Станиште
Може се наћи у широком спектру станишта, најчешће у близини воде. Најчешће су то жбуновита станишта, пашњаци, мочваре... Јазбине су им напуштене рупе које су направили други сисари, али могу бити и разне пукотине, шупљи пањеви или дрва или простор између корена. При томе једна јединка може да користи више јазбина. Толерантни су на близину људи.

## Начин живота
Најбројније су крајем серал фаза или када је биодиверзитет плена највећи. Исхрана им се састоји углавном од глодара и других малих сисара. То су пре свега ноћне животиње, али су често активне дању. Могу да се веру и пливају, али не тако вешто као и Mustela erminea. Воденим токовима могу доспети на погодна станишта, што им омогућава освајање нових станишта, посебно у областима којима на друге начине не могу да приђу. Територија им варира од 4 до 120 хектара, а територије различитих јединки могу да се преклапају. У суштини живе солитарно, али могу бити социјални где је плен у изобиљу и где владају оптимални услови у станишту.

## Угроженост
Ова врста је наведена као последња брига, јер има широко распрострањење и честа је врста. Толерантна је на додуше умерену људску експлоатацију земљишта и често чак имају и користи од људског присуства. Међутим, популације генерално варирају и дешава се да ишчезну на појединим локацијама у зависности на промену бројности плена.